# Ги Фурке
Ги Фуркѐ (на френски: Guy Fourquin) е френски историк, медиевист, професор, специалист по история на селските райони и социална и икономическа история на средните векове. Дългогодишен преподавател в университета на град Лил.

## Биография
Роден е на 30 март 1923 г. в 14-и район на във френската столица Париж. През 1947 г. завършва история в Сорбоната, след което се насочва към преподавателската работа. Работи в лицеи в Анже и Мец. В периода 1952 – 1956 г. е асистент в Сорбоната. През учебната 1956 – 1957 г. преподава история в Алжир. Впоследствие, в 1957 – 1958 г. работи в Нансийския университет. През 1958 г. постъпва на работа в Лилския университет, където чете лекции в продължение на двадесет и пет години. В 1959 г. защитава дисертационен труд със заглавие „Кампании в Парижкия регион през Късното Средновековие (от средата на XIII век до началото на XVI век)“ (на френски: Les campagnes de la région parisienne à la fin du Moyen Age (du milieu du XIIIe siècle au début du XVIe siècle)). Доцент от 1959 г. и професор по средновековна история от 1966 г. През 1982 – 1984 г. е гост-професор в Женевския университет. В резултат на влошеното си здраве се пенсионира през 1984 г. Умира на 6 декември 1988 г. в родния си град.

## Трудове
- Villages et hameaux du Nord-Ouest de la région parisienne en 1332, Paris, 1958.
- Le domaine royal en Gâtinais d'après la prisée de 1332, Paris, 1959.
- Les campagnes de la région Parisienne à la fin du Moyen-Age (du milieu du XIIIe siècle au début du XVIe siècle), Paris, 1959.
- Le domaine royal en Gâtinais d'après la prisée de 1332, Paris, S.E.V.P.E.N. 1963.
- Les campagnes de la région parisienne à la fin du Moyen-âge: du milieu du XIIIe siècle au début du XVIe siècle, Paris, Presses universitaires de France. 1964.
- Hommage à Robert Fawtier (1885 – 1966), Lille, Université de Lille. 1966.
- Histoire économique de l'Occident médiéval, Paris, A. Colin. 1969.
- Seigneurie et féodalité au Moyen âge, Paris, Presses universitaires de France. 1970.
- Les soulèvements populaires au Moyen âge, Paris, Presses universitaires de France. 1972.
- Le paysan d'Occident au Moyen âge, Paris, F. Nathan. 1972.